# Justus Hellsten
Justus Oskar Ture Hellsten, född den 5 september 1845 i Stockholm, död den 5 juni 1911 i Tveta församling, Stockholms län, var en svensk godsägare och amatörarkitekt.
Justus Hellsten var godsägare på Almnäs gård i Tveta socken utanför Södertälje. Han intresserade sig för arkitektur och studerade bland annat badhusarkitektur i Tyskland, efter det att Södertelge Badinrättnings byggnad i Badparken i morisk stil brunnit ned i februari 1903. Han ritade det nya badhuset med inspiration från bland annat kurorten Bad Homburg vor der Höhe. Badhuset revs 1964.
Han ritade också det 1908 uppförda Tingshuset i Gnesta i symmetrisk, klassicerande stil med ljusa putsfasader.
Hellsten led i slutet av sitt liv av psykisk ohälsa, tog sitt liv med ett revolverskott 1911. Han är begraven på Tveta kyrkogård.

## Verk i urval
- Saltskog gård i Södertälje, sommarbostad för Carl Fredrik Liljevalch den yngre, omkring 1884 [7]
- Varmbadhuset i Södertälje, 1905
- Tingshuset i Strängnäs för Åkers och Selebo härader, 1907–1908 [8]
- Tingshuset i Gnesta, 1908 [9]
- Biologiska museet, Uppsala, tillsammans med Hjalmar Cederström, 1909
- Stockholms läns tuberkulossjukhus, Hammarby, 1910 [10]

## Bilder

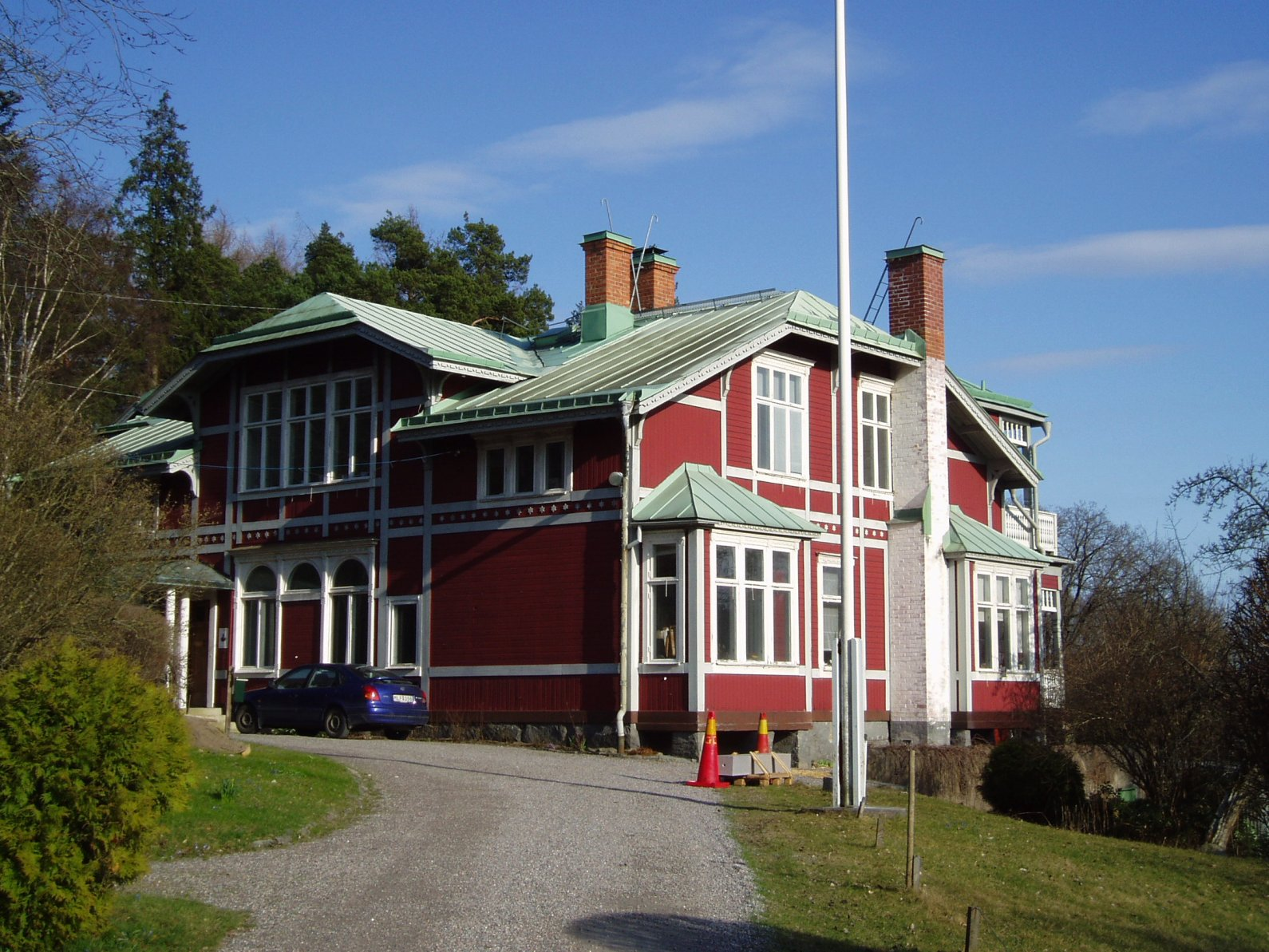
Saltskog gård
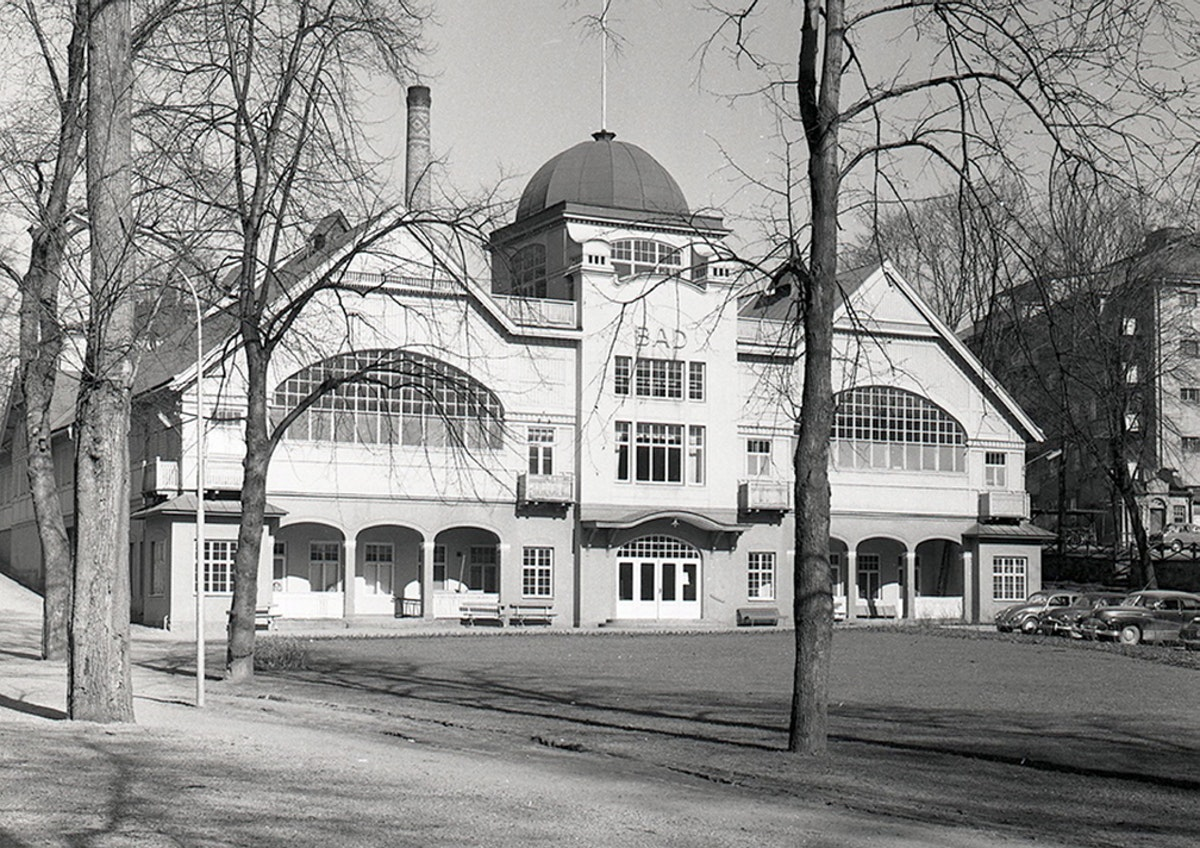
Gamla varmbadhuset i Södertälje
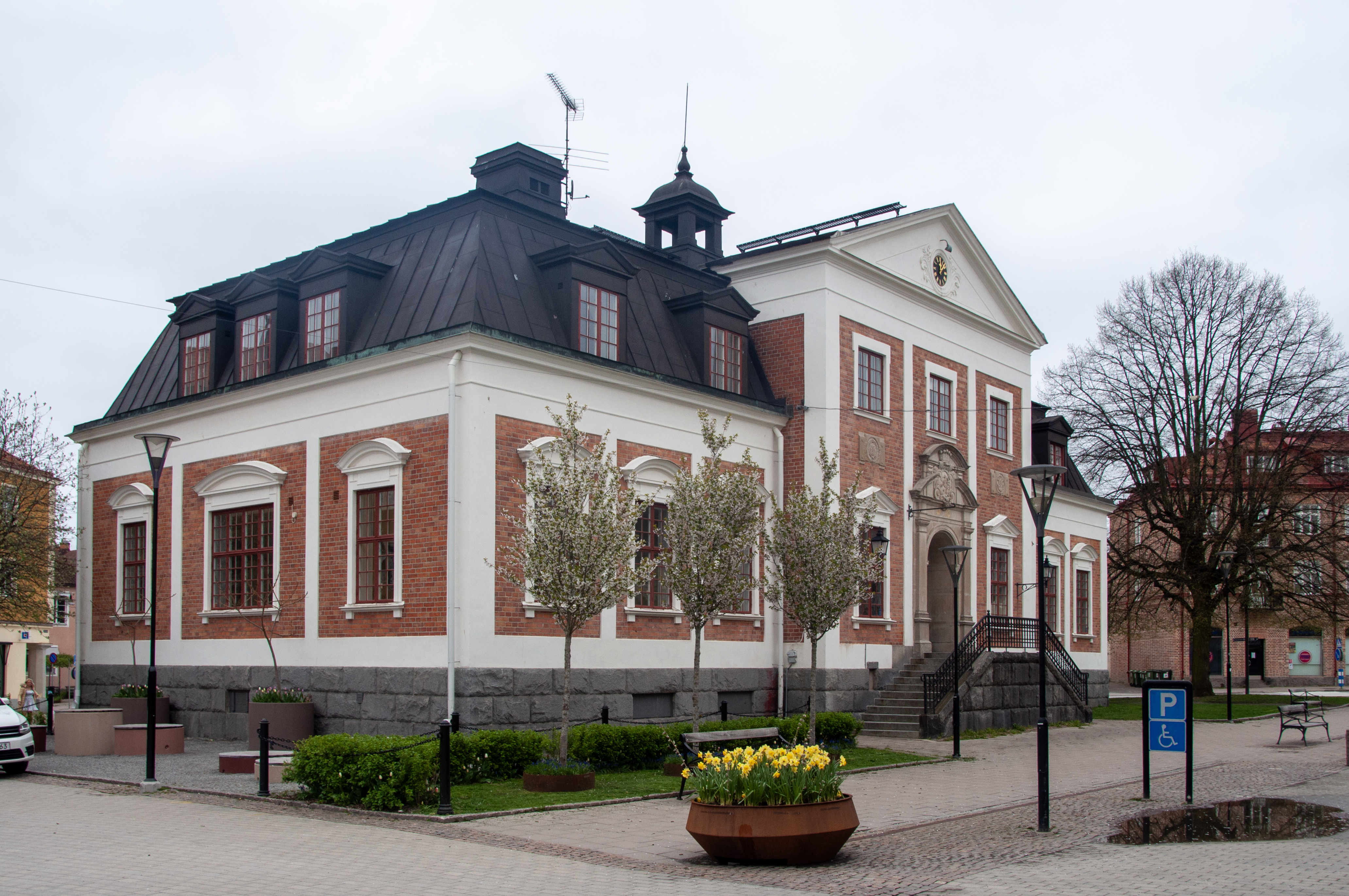
Tingshuset i Strängnäs
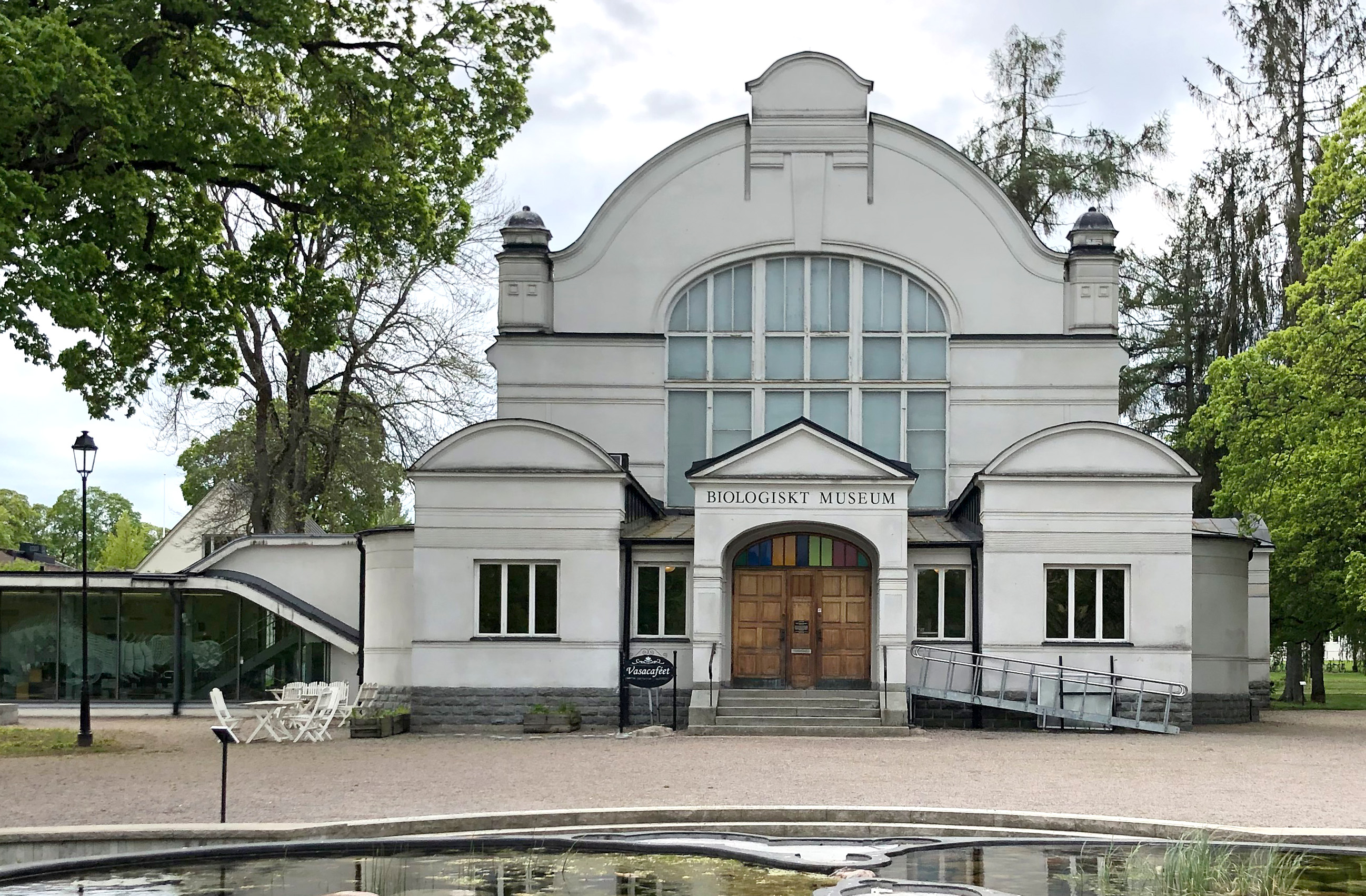
Biologiska museet i Uppsala